# Коза мостра
Коза мостра је музичка група из Грчке. Чланови групе су Елијас Козас (вокал), Алексис Арконтис (бубњеви), Стелиос Сиомос (гитара), Димитрис Христонис (бас-гитара), Христос Калаицопулос клавијатуре и Василис Налмпантис (труба).
Група ће представљати Грчку на Песми Евровизије 2013. у Малмеу (Шведска) заједно са Агатонасом Јаковидисом са песмом Alcohol Is Free (Алкохол је бесплатан).

## Дискографија
Албуми
1. 2013: [3]

Дигитални синглови
1. 2012 –
2. 2012 –
3. 2012 – Tora/Me Trela (са доделе музичких награда продукције МАД за 2012) (ft. Димос Анастасијадис)
4. 2013 – Alcohol Is Free (ft. Агатонас Јаковидис)